# Dolhasca
Dolhasca város Suceava megyében, Moldvában, Romániában.

## Fekvése
A megye délkeleti részén helyezkedik el, Iași, Botoșani és Suceava megyék találkozásánál.
A Szeret és a Șomuzul Mare folyók érintik.

## Történelem
1530-ban Petru Rareș alapította a városhoz tartozó  probotai kolostort
Városi rangját 2004-ben kapta meg.

## Népesség
A lakosság etnikai összetétele a 2002-es népszámlálási adatok alapján:
- Románok:  9.903 (89,95%)
- Romák:  1.104 (10,02%)
- Ukránok:  1 (0,0%)
- Lengyelek:  1 (0,0%)

A népesség 98,64%-a Ortodox vallású (10.860 lakos).

## Látnivalók
- Probotai kolostor

## Nevezetes személyek
- itt született Alexandru Arșinel (1939–2023) színész